# Cospirazione di Newburgh
La cosiddetta cospirazione di Newburgh è un episodio controverso avvenuto durante la fase ultima della rivoluzione americana, ovvero nel marzo 1783, quando numerosi ufficiali dell'Esercito Continentale di stanza a Newburgh, risposero ad un appello anonima scritto in due lettere, per organizzare una vera e propria sedizione nei confronti del Congresso degli Stati Uniti d'America, colpevole di aver deliberato il mancato pagamento degli stipendi arretrati a tutti i militari, come rimedio estremo per sopperire a gravi problemi di finanza pubblica. Dallo storico, come Peter Karsten dell'Università di Pittsburgh, esso può essere considerato come l'episodio più vicino a un tentato colpo di Stato nella storia degli Stati Uniti d'America.

## Antefatti
Con la fine della guerra ormai prossima e lo scioglimento dell'esercito continentale, tra le file dei militari protagonisti del conflitto iniziò a paventarsi la paura che il Congresso non avrebbe mantenuto la promessa assicurata in precedenza di pagare gli stipendi arretrati e le pensioni.

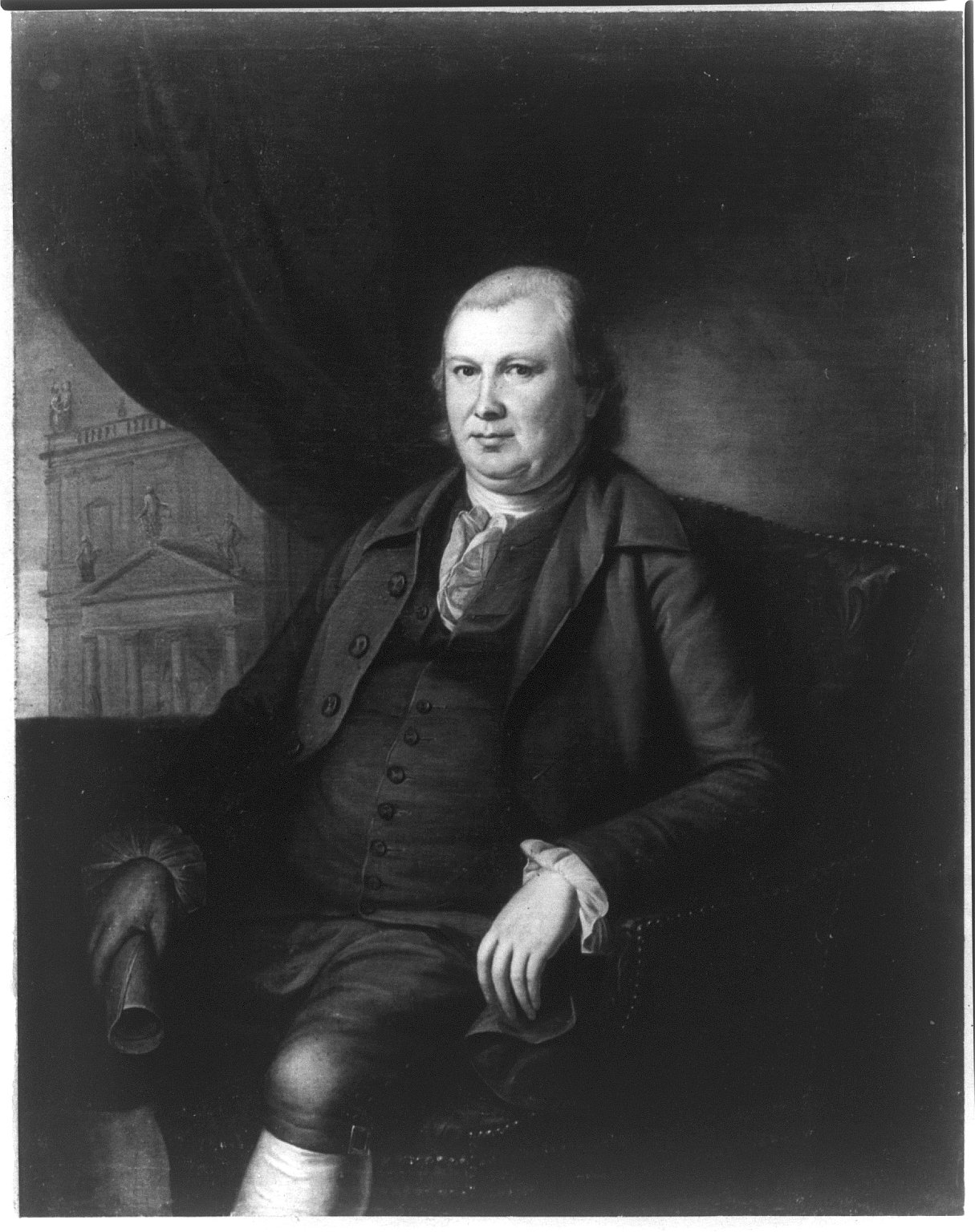
Ritratto del Sovrintendente alle Finanze Robert Morris, uno dei fautori politici della cospirazione di Newburgh.

Verso la fine del 1782, il generale Alexander McDougall ed i colonnelli John Brooks e Matthias Ogden presentarono a Filadelfia una petizione al Congresso con la quale chiedevano espressamente il pagamento dei salari per tutti i combattenti dell'Esercito Continentale accampati presso Newburgh. Quello del mancato pagamento del salario era uno dei motivi di tensione per i futuri reduci della guerra, i quali, temevano il loro ritorno alla vita civile, invidiavano i loro compatrioti rimasti nelle loro case che nel frattempo si erano arricchiti, e temevano di essere dimenticati da una cultura tradizionalmente poco incline alla celebrazione dell'eroismo militare. Quando la petizione di McDougall e compagni restò lettera morta, i reduci di Newburgh decisero di presentare al Congresso una seconda petizione. Autore delle linee guida di questa seconda petizione fu il generale Henry Knox, il quale, in concomitanza con l'allora Segretario alla Guerra degli Stati Uniti Benjamin Lincoln, prepararono il terreno affinché la petizione venisse ascoltata dai rappresentanti del Congresso. Soprattutto Lincoln era ben consapevole della gravità della situazione e a ragione visto che il generale Arthur St. Clair aveva dato chiare indicazioni alla delegazione di McDougall di prospettare al Congresso la possibilità di un futuro colpo di mano da parte dei reduci.
Questo malcontento tra le file dei militari si prestò funzionale per la fazione dei nazionalisti all'interno del Congresso, capitanati dall'allora Sovrintendente delle Finanze Robert Morris. Morris e la sua fazione infatti, rappresentanti dei ceti abbienti e della vecchia aristocrazia coloniale, tendenzialmente di visioni conservatrici in ambito finanziario, rappresentavano il nucleo del Partito Federalista, erano fautori del rafforzamento dei poteri del Congresso. Proprio in un momento nel quale numerosi stati della Confederazione, come Virginia e Rhode Island, si erano rifiutati di aderire alla ratifica degli accordi per l'accentramento di potere al Congresso in ambito finanziario, la protesta dei militari di Newburgh poteva essere una occasione per recuperare terreno, dato che il pagamento di simili cifre avrebbe avuto come conseguenza diretta la ricerca di nuova risorse finanziarie. Quando la delegazione di McDougall si incontrò con Morris, quest'ultimo li convinse che l'unica possibilità per i militari di ricevere i loro salari sarebbe stata quella di consentire al Congresso la facoltà di istituire un nuovo sistema di tassazione totalmente centralizzato.
Il 6 gennaio la delegazione dei militari di Newburgh fu accolta da un comitato del Congresso, il quale il giorno successivo conferì con Morris il quale, non solo paventò la possibilità di una insurrezione militare, ma dichiarò apertamente che con lo stato attuale di tassazione non esisteva possibilità alcuna di trovare la copertura finanziaria per evitare il possibile disastro.